# Kai Hundertmarck
Kai Hundertmarck (né le 25 avril 1969 à Kelsterbach) est un coureur cycliste et triathlète allemand.

## Biographie
Kai Hundertmarck se révèle grâce à ses excellents résultats chez les amateurs. Il remporte ainsi la première édition du Tour de Bavière ouverte aux professionnels et, l'année suivante, le Tour de Rhénanie-Palatinat. Il passe professionnel en 1991 dans l'équipe Histor-Sigma. Sa première saison est marquée par un podium au championnat d'Allemagne derrière Falk Boden, et une cinquième place au championnat du monde à Stuttgart. Après une saison chez PDM-Concorde, il rejoint en 1993 la formation américaine Motorola, puis revient en Allemagne chez Deutsche Telekom en 1995. Il y effectue neuf saisons et remporte son principal succès en 2000 : échappé sur le Rund um den Henninger Turm en compagnie de Matteo Tosatto et de son coéquipier Jens Heppner, il attaque à cinq kilomètres de l'arrivée et s'impose en solitaire.
En novembre 2003, ne se voyant pas proposer de nouveau contrat par Telekom, il décide de mettre fin à sa carrière de coureur cycliste.
Kai Hundertmarck pratique depuis le triathlon. Il a notamment terminé 16e du championnat du monde de l'Ironman à Hawaii en 2004.

## Palmarès
- 1989
  - Tour de Bavière :
    - Classement général
    - 2e étape

  - Ost-Westfalen Rundfahrt
  - 2e du Regio-Tour
  -  Médaillé de bronze du championnat du monde des militaires
- 1990
  - 4e étape du Tour de Cuba (contre-la-montre par équipes)
  - Grand Prix François-Faber :
    - Classement général
    - 1re et 3e étapes

  - Tour de Rhénanie-Palatinat :
    - Classement général
    - 3e étape

  -  Médaillé de bronze du championnat du monde du contre-la-montre par équipes
- 1991
  - 3e étape du Grand Prix François-Faber
  - 2e du championnat d'Allemagne sur route
  - 3e du Grand Prix François-Faber
  - 5e du championnat du monde sur route
- 1992
  - 3e du championnat d'Allemagne sur route
- 1994
  - 5e de Milan-San Remo
- 1997
  - 5e étape du Regio-Tour
  - 2e et 5ea étapes du Tour de Hesse
  - 2e du Tour de Hesse
- 1999
  - 2e du championnat d'Allemagne sur route
  - 3e du Tour de Cologne
- 2000
  - Grand Prix de Francfort
- 2001
  - 5e étape du Tour Down Under
  - 2e du Tour Down Under
- 2002
  - 3e du Tour de Cologne
- 2003
  - Tour de Nuremberg
  - 3e étape du Tour de Hesse

## Résultats sur les grands tours

### Tour de France
1 participation
- 1999 : 110e

### Tour d'Italie
4 participations
- 1993 : 48e
- 1995 : 74e
- 2001 : 98e
- 2002 : 93e

### Tour d'Espagne
5 participations
- 1995 : 89e
- 1996 : 23e
- 1998 : 81e
- 2000 : 61e
- 2001 : 94e

## Distinctions
- Cycliste allemand de l'année : 1991